# La Fête à Gigi
 (juin 2017).
Si vous disposez d'ouvrages ou d'articles de référence ou si vous connaissez des sites web de qualité traitant du thème abordé ici, merci de compléter l'article en donnant les références utiles à sa vérifiabilité et en les liant à la section « Notes et références ».
 Pour plus de détails, voir Fiche technique et Distribution
La Fête à Gigi est un film pornographique réalisé par Alain Payet sorti en DVD en 2001.

## Synopsis
Un jeune homme (Bruno Sx) rencontre dans une fête foraine une jeune femme, Gigi (Silvia Saint), qui pourrait être « la femme de sa vie ». Il entreprend de lui faire la cour, mais peut-être n’est-il pas assez direct car celle-ci lui échappe. Commence alors un jeu de cache-cache qui durera toute une nuit au cours de laquelle ils connaîtront l’un et l’autre plusieurs aventures sexuelles en ayant l’occasion d’observer celles des autres.
Au matin, alors qu’il sort de la caravane où il a passé une nuit d’amour, le jeune homme rencontre à nouveau Gigi qui a fait de même. Mais il est trop tard, la fête est terminée et Gigi rejoint son mari qui l’attend.

## Fiche technique
- Titre : la Fête à Gigi
- Réalisateur : Alain Payet
- Production : Marc Dorcel
- Directeur de la photographie : Serge de Beaurivage
- Durée : 99 minutes
- Pays :  France
- Genre : pornographie
- Date de sortie : 15 février 2001

## Distribution
- Silvia Saint : Gigi
- Bruno Sx : le jeune homme
- Dolly Golden : la mariée
- Ovidie : la demoiselle d’honneur de la mariée
- Roberto Malone : un forain
- Sebastian Barrio : un militaire en goguette
- Marc Barrow : ?
- Ian Scott : ?
- Caroline Cage
- Maeva Exel

## Analyse
Le long de cette histoire, Gigi est poursuivie par deux personnages : le jeune homme amoureux et un mystérieux homme en noir que l’on devine pervers. Bien qu’animé par des motifs différents, ils sont finalement assez semblables puisqu'aucun des deux ne cherche à la rattraper pour avoir une relation physique avec elle (l’un ne veut que lui faire la cour et l’autre pratiquer des attouchements). Ils se rejoignent donc dans une même sorte d’« anormalité » désignée ainsi par l’univers pornographique.
Gigi, qui pourrait être « la femme de la vie » du jeune homme, ainsi que le suggère un forain joué par Roberto Malone, se donne à tous ceux qui la désirent. Le jeune homme n’a donc pas su lui demander ce qu’elle avait à offrir et c’est son grand tort car dans l'univers du porno il ne faut pas rêver d’amour mais de sexe.